# Zanclea dubia
Zanclea dubia är en nässeldjursart som beskrevs av Paul Torben Lassenius Kramp 1959. Zanclea dubia ingår i släktet Zanclea och familjen Zancleidae. Inga underarter finns listade i Catalogue of Life.